# Nußdorf (Überlingen)
Nußdorf liegt als Stadtteil südöstlich von Überlingen im Bodenseekreis in Baden-Württemberg.

## Geographie
Das Dorf liegt am Bodensee zwischen Überlingen und der Wallfahrtskirche Birnau. Es hat 1759 Einwohner (Stand Januar 2015). Die Gesamtfläche der Gemarkung Nußdorf beträgt 199 Hektar, davon 60 Hektar Wald.

## Geschichte
Nußdorf liegt auf uraltem Siedlungsgebiet. Vor dem Landungssteg sind im See Reste einer Pfahlbausiedlung, die auf 3919 v. Chr. dendrochronologisch datiert wurden. Um das Jahr Null führten die Römer den Nußbaum in den gallischen Provinzen, zu denen das Gebiet am nördlichen Bodenseeufer gehörte, ein. Seinen Namen erhielt Nußdorf zwischen 600 und 800. 1092 wurde es erstmals erwähnt, als ein Egilwart von Nußdorf in Beuren einen Grundstückstausch bezeugte. Seit etwa 1134 gehörte Nußdorf zum Kloster Salem.
Weihnachten 1643 wurden in Nußdorf alle Häuser außer der aus dem 14. Jahrhundert stammenden Kapelle und einer Scheune von französischen Truppen zerstört. Im Zuge der Säkularisation 1802 kam Nußdorf nach Auflösung der Reichsabtei Salem zu Baden und wurde 1832 eine eigenständige Gemeinde. Nach Auflösung des Bezirks Salem wurde die Gemeinde Nußdorf 1857 in den Bezirk Überlingen eingegliedert.
| Nußdorfer Bürgermeister                 | Amtszeit      |
| --------------------------------------- | ------------- |
| Blaßer                                  | bis 1848      |
| Konrad Urnau                            | 1848          |
| Reichle                                 | 1865          |
| Sebastian Böhler                        | 1883 bis 1901 |
| Josef Zundel                            | 1901 bis 1922 |
| Josef Beck                              | 1922 bis 1945 |
| Karl Anton Mayer                        | 1943 bis 1945 |
| Josef Freyburger                        | 1945          |
| Josef Beck (nicht der vorgenannte Beck) | 1945 bis 1946 |
| Leopold Denz                            | 1946 bis 1948 |
| Josef Beck                              | 1948 bis 1954 |
| Karl Anton Mayer                        | 1954 bis 1962 |
| Gebhard Butscher                        | 1962 bis 1975 |

Im Zuge der Gebietsreform wurde am 1. Januar 1975 wurde die Gemeinde Nußdorf ein Stadtteil von Überlingen. 1999 erhielt Nußdorf eine Ortsverfassung und wurde zum siebten Teilort Überlingens mit einem Ortschaftsrat.